# 大黑山镇
大黑山镇，是中华人民共和国云南省红河哈尼族彝族自治州绿春县下辖的一个乡镇级行政单位。
2015年10月27日，云南省人民政府批复同意撤销大黑山乡，设立大黑山镇。

## 行政区划
大黑山镇下辖以下地区：
金岔河社区、嘎处村、撮洛村、老白寨村、搬布村、三楞村、戈兰村、罗布巩村和拉龙村。